# Moldàvia al Festival de la Cançó d'Eurovisió Júnior
Moldàvia va ser l'únic país que va debutar al Festival de la Cançó d'Eurovisió Júnior en 2010.
Moldàvia va entrar al Festival d'Eurovisió Júnior per primera vegada en 2010. El 30 de juny, TRM hi va anunciar el seu debut. Més tard, en l'edició de 2014, va decidir retirar-se per raons financeres de la cadena.
El 2014, hi va haver rumors sobre el retorn de Denis Midone a la competició, que anteriorment havia representat Moldàvia al concurs de 2012. Si Moldàvia tingués a Denis com a participant d'Eurovisió Junior, la seva cançó hauria estat "Spune Mi Ceva (Chemistry)". No obstant això, com que TRM no va confirmar cap possible participació en la participació d'Eurovisió Junior.
Moldàvia es va retirar del concurs i Denis Midone no va participar.

## Participació
Llegenda
| Any                                   | Seu       | Artista         | Cançó          | Lloc | Punts |
| ------------------------------------- | --------- | --------------- | -------------- | ---- | ----- |
| 2010                                  | Minsk     | Stefan Roscovan | «Ali Baba»     | 8    | 54    |
| 2011                                  | Erevan    | Lerika          | «No-No»        | 6    | 78    |
| 2012                                  | Amsterdam | Denis Midone    | «Toate vor fi» | 10   | 52    |
| 2013                                  | Kíev      | Rafael Bobeica  | «Cum să fim»   | 11   | 41    |
| No hi va participar entre 2014 i 2024 |           |                 |                |      |       |